# Kazancı, Ermenek
Kazancı là một thị trấn thuộc huyện Ermenek, tỉnh Karaman, Thổ Nhĩ Kỳ. Dân số thời điểm năm 2011 là 2.528 người.